# Milieusociologie
Milieusociologie is dat deel van de sociologie dat zich richt op de samenhang en de interactie tussen samenleving en milieu.
Het is een jonge tak van de sociologie, ontstaan in de jaren 70, toen het milieubewustzijn groeide doordat de milieuproblematiek, gecreëerd door de moderne samenleving, steeds zichtbaarder werd.
Onderzocht worden onder andere de sociale perceptie van milieuverontreiniging en het ontstaan van milieubewegingen. Milieuproblemen zijn namelijk geen natuurkundig verschijnsel, maar worden door de mens geconstrueerd.

## Concepten
- treadmill of production
- Risikogesellschaft
- Ecologische modernisering

## Paradigma's
- Human Exemptionalism Paradigm (HEP): gaat ervan uit dat de mens een uniek en superieur wezen is, dat boven de kracht van het milieu staat.
- New Ecological Paradigm (NEP): tegenovergesteld aan het HEP paradigma. Erkent dat de mens innovatief is en zich los kan maken van zijn banden met milieu en natuur, maar stelt dat hij daarbij toch afhankelijk blijft en in contact moet staan met andere wezens.

## Bekende denkers in de milieusociologie
- Ulrich Beck
- Anthony Giddens
- Joseph Huber
- Martin Jänicke
- Ernst Ulrich von Weizsäcker

## Denkers uit Nederland en België
- Arthur Mol
- Egbert Tellegen
- Etienne Vermeersch